# Église Saint-Élie de Ražanj
Pour les articles homonymes, voir Église Saint-Élie.
L'église Saint-Élie de Ražanj (en serbe cyrillique : Црква Св. Пророка Илије у Ражњу ; en serbe latin : Crkva Sv. Proroka Ilije u Ražnju) est une église orthodoxe serbe qui se trouve à Ražanj, dans le district de Nišava, en Serbie. Elle est inscrite sur la liste des monuments culturels protégés de la république de Serbie (identifiant no SK 2059),,.

## Présentation
L'église a été construite en 1841 et restaurée dans les années 1930-1932,. Par son architecture, elle représente un exemple caractéristique de l'architecture sacrée en Serbie de l'époque du prince Miloš Ier Obrenović, rarement rencontré dans cette zone frontalière,.
Elle est composée d'une nef unique avec une voûte en berceau prolongée par une abside en triconque,. Les façades sont animées par deux portails cintrés encadrés de pierres avec une décoration en relief de feuilles de vigne et une croix au centre ; les fenêtres, elles aussi cintrées, sont légèrement profilées,.
L'intérieur est divisé en trois parties par trois paires de pilastres : la zone de l'autel, le chœur et la nef, dont le mur ouest est couvert par une galerie en bois,. Les murs ont été peints en 1940 par Dragoljub Stojković d'Aleksinac. L'iconostase en bois a été installée en 1930 et des icônes, réalisées selon la technique de la tempera sur bois et datant du milieu du XIXe siècle, y ont été insérées,.